# 2018年中国杯国际足球锦标赛
2018年格力·中国杯国际足球锦标赛是第二届中国杯国际足球锦标赛，将于2018年3月22日-26日在广西壮族自治区南宁市举行。由格力电器携手万达集团赞助。

## 参赛队伍
2017年8月，捷克共和国、乌拉圭和威尔士宣布将参加在2018年中国杯。2018年3月，威尔士代表队公布出战“中国杯”的大名单，皇马球星、球星均在列。乌拉圭国家队也公布参赛大名单，苏亚雷斯等参加世界杯预选赛的主力球员悉数入选。
3月14日，中国国家足球队公布27人“中国杯”参赛名单，曾诚、张琳芃、冯潇霆、武磊、赵旭日、姜至鹏、蒿俊闵等国家队主力榜上有名，韦世豪、刘奕鸣、邓涵文等年轻球员也一同在列。
3月15日，捷克队公布中国杯参赛名单。
| 球队           | FIFA排名 （2018年3月） |
| -------------- | ---------------------- |
|                | 20                     |
| 乌拉圭         | 22                     |
| 捷克           | 43                     |
| 中國（东道主） | 65                     |

## 比赛结果
3月26日晚，2018“中国杯”国际足球锦标赛在南宁圆满落幕，乌拉圭队在决赛中凭借球星卡瓦尼在下半场的进球，以1：0力克威尔士队捧得冠军。当天下午举行的三四名争夺战中，捷克队以4：1战胜中国队获得季军，中国队位列第四名。
颁奖礼上，中国足协专职执委蔡勇与广西壮族自治区党委常委、中共南宁市委书记王小东为本届赛事冠军乌拉圭颁发奖章吉祥物与“格力·中国杯”奖杯。广西壮族自治区副主席黄俊华与万达体育集团总裁杨恒明为威尔士队颁了亚军奖牌与吉祥物。威尔士队球星贝尔在首场面对国足的比赛中完成帽子戏法，成为本届杯赛射手王。乌拉圭队卡瓦尼荣膺本届赛事最佳球员。卡瓦尼在首轮比赛中打入的倒钩进球堪称本次“中国杯”最精彩的进球，而决赛中他再次建功帮助乌拉圭摘得桂冠。

## 吉祥物
2018年1月29日，中国杯国际足球锦标赛吉祥物评选结果揭晓。经过广大网友投票，龙宝以65554张选票当选2018“中国杯”官方吉祥物。“龙宝”的设计师表示:“龙是中华民族最具代表性以及传统文化归属感的符号,象征着祥瑞和力量。在创作‘龙宝’的过程中,我们力图将足球元素与民族文化相结合,将威武与灵动相结合,将传统与时尚相结合。该设计方案在颜色上以黄、红色为主色调,象征着荣誉与热情,寓意各参赛队在2018‘中国杯’上奋勇拼搏、捍卫荣誉,球迷则馈以最大热情。”

## 场地
| 南宁                                        | 南宁 |
| 广西体育中心                                | 南宁 |
| 22°46′01″N 108°23′17″E / 22.767°N 108.388°E | 南宁 |
| 容量：60,000                                | 南宁 |

## 比赛
比赛对阵如下

### 半决赛
| 2018年3月22日 19:35 （UTC+8） |

| 中國 | 0 – 6 |                                           |
| ---- | ----- | ----------------------------------------- |
|      | 報告  | 2', 21', 62' · 38', 58' · 哈利·威爾遜 45' |

| 南宁，广西体育中心 |

| 2018年3月23日 19:35 （UTC+8） |

| 乌拉圭                 | 2 – 0 | 捷克 |
| ---------------------- | ----- | ---- |
| 苏亚雷斯 10'（） · 27' | 報告  |      |

| 南宁，广西体育中心 |

### 季軍戰
| 2018年3月26日 15:35 （UTC+8） |

| 中國        | 1 - 4 | 捷克                                                                             |
| ----------- | ----- | -------------------------------------------------------------------------------- |
| - 范曉冬 5' | 報告  | - 托馬斯·卡拉斯 58' - 帕特里克·舒希克 59' - Krmenčík 62' - 帕維爾·卡迪拉比克 78' |

| 南宁，广西体育中心 觀眾人數：15,815 ：克里斯·比思（澳洲足球協會） |

### 决赛
| 2018年3月26日 19:35 （UTC+8） |

|  | 0 - 1 | 乌拉圭 |
|  | ----- | ------ |
|  |       | 49'    |

| 南宁，广西体育中心 |

## 外部連結
- 中国杯国际足球锦标赛官方网站（页面存档备份，存于）